# Solaris Urbino 12 LE
Solaris Urbino 12 LE je model příměstského, částečně nízkopodlažního autobusu, který od roku 2005 (prototyp v roce 2004) vyrábí polská firma Solaris Bus & Coach.
Model Urbino 12 LE (LE = Low Entry = autobus s přední částí vozu nízkopodlažní) vznikl z popudu skandinávských zemí, které se také staly jeho největšími provozovateli. Solaris Urbino 12 LE vychází z nízkopodlažního typu Urbino 12. Jedná se tedy o dvounápravový autobus, který je určen především pro příměstský provoz. Dle přání zákazníka může mít vůz dvoje (dvoukřídlé, ústí do nízkopodlažní části) nebo troje (dvoje dvoukřídlé do nízkopodlažní části, zadní jednokřídlé do vysokopodlažní části autobusu) dveře. Od roku 2007 je také vyráběna varianta CNG s pohonem stlačeným zemním plynem.
Prototyp Urbina 12 LE byl vyroben v roce 2004 a po předváděcích a zkušebních jízdách je od roku 2005 majetkem ostravského dopravního podniku. Je to tak jediný vůz typu Urbino 12 LE provozovaný na území Česka a zároveň je to také jediný autobus svého typu, který vychází z druhé generace vozidel Solaris Urbino (ostatní vyrobené jsou již třetí generace). Nejvíce autobusů tohoto typu jezdí v norském Oslu (50 ks). Solaris Urbino 12 LE byl rovněž exportován do Německa a Švédska.